# إدوارد ويليام مونتجومري
إدوارد ويليام مونتجومري هو سياسي كندي، ولد في 1865، وتوفي في 1948. انتخب عضو المجلس التنفيذي لمانيتوبا ‏.